# Glyphoturris diminuta
Glyphoturris diminuta är en snäckart som först beskrevs av C. B. Adams 1850.  Glyphoturris diminuta ingår i släktet Glyphoturris och familjen kägelsnäckor. Inga underarter finns listade i Catalogue of Life.